# Ummeliata saitoi
Ummeliata saitoi là một loài nhện trong họ Linyphiidae.
Loài này thuộc chi Ummeliata. Ummeliata saitoi được miêu tả năm 2001 bởi Matsuda & Ono.